# Улица Ветряные Горы
Улица Ветряные Горы (укр. Вулиця Вітряні Гори) — улица в Подольском районе города Киева, местности Ветряные горы. Пролегает от Краснопольской улицы до улицы Гамалиевская (Александра Бестужева).
Примыкает Байды-Вишневецкого (Осиповского).

## История
Улица возникла в начале XX века под современным названием.